# Горки (Ростовская область)
Го́рки — посёлок в Боковском районе Ростовской области. Входит в состав Краснозоринского сельского поселения.

## География
В посёлке имеется одна улица: Мирная.

## История
В 1987 году указом ПВС РСФСР поселку шестого   отделения совхоза Красная Заря присвоено наименование Горки.

## Население
| 1989 | 2002 | 2010 |
| ---- | ---- | ---- |
| 97   | ↘34  | ↘9   |